# Torf-Einarr
Einar turf Rognvaldsson, más conocido por su apodo Turf-Einar (858 - 910), fue un caudillo vikingo y jarl de las Orcadas. Su llegada al poder como gobernante de las islas se relata en las sagas que aparentemente cuentan con versos de Einarr de propia inspiración y composición. Tras muchas batallas por el control de las islas del norte de Escocia, Einarr fundó una dinastía que mantuvo el control del territorio y perduró durante siglos tras su muerte.

## Llegada al poder
Einarr era hijo del primer jarl de las Orcadas, Rognvald Eysteinsson, jarl de Møre, Noruega, y de Hrollaug, una concubina thrall. La familia de Rögnvald conquistó las Orcadas y Shetland a finales del siglo IX; su hermano Sigurd Eysteinsson, fue el segundo jarl de las Orcadas. Tras su muerte en campaña de conquista, le sucedió su hijo Guthorm, que murió poco tiempo después. Rögnvald envió a otro de sus hijos para tomar posesión de las tierras, Hallad Rognvaldsson, que no pudo contener las continuas incursiones de piratas vikingos, regresando a Noruega en la vergüenza y desgracia como simple granjero (bóndi).
Según las sagas nórdicas Heimskringla y saga Orkneyinga, Rögnvald tenía poca afección por su hijo pequeño porque Einarr era hijo de esclava. las sagas registran que Rögnvald accedió a darle una nave y un destacamento con la esperanza que fuese a navegar lejos y no regresara. Einarr llegó hasta las islas escocesas, donde derrotó a dos señores de la guerra, Þórir Tréskegg (Thorir Barba de Árbol) y Kálf Skurfa (Kalf el Escorbuto), que habían llegado para asentarse, y se autoproclamó jarl. No está claro si las citas de las sagas son certeras en todo, en la Historia Norvegiæ, escrita en los mismos años de las sagas pero con diferentes fuentes, confirma que la familia de Rögnvald conquistó las islas, pero no ofrece más detalles. El capítulo en las sagas donde el padre de Einarr lo desdeña es un recurso literario que a menudo aparece en la literatura nórdica medieval. La mayor parte de la historia de Einarr en las sagas parece ser un extracto de cinco versos escáldicos atribuidos al propio Einarr.

## Relaciones con Noruega
Los cinco versos que se atribuyen a Einarr describen cierta enemistad entre las familias de Rögnvald y el rey noruego Harald I. Los poemas mencionan que dos hijos del rey, Halvdan Hålegg (Hálfdan Piernas Largas) y Gudrød Ljome (Gudrod el Brillante), mataron al padre de Einarr (Rögnvald) acosándole en su propia casa y prendiéndole fuego. Gudrød tomó posesión de las tierras de Rögnvald mientras que Hálfdan navegó al oeste hacia las Orcadas para derrocar a Einarr. El rey Harald, aparentemente horrorizado por las acciones de sus hijos, desposeyó a Gudrød y restauró las posesiones de Rögnvald a su hijo, Thorir Rögnvaldarson. Desde una fortaleza en Caithness, Einarr resistió las embestidas de Hálfdan en las islas. Tras una batalla naval, y una cruenta campaña terrestre, Einarr espió a Hálfdan que estaba escondido en North Ronaldsay. Según las sagas Hálfdan fue capturado, y Einarr lo sacrificó a Odín con el rito del águila de sangre.
La muerte de Hálfdan por los isleños de las Orcadas se recoge independientemente en la Historia Norvegiæ, pero los detalles de su muerte no. El rito del águila de sangre pudo ser un malentendido o una invención de los escritores de las sagas para aportar más dramatismo, ya que no figura en los versos escáldicos más antiguos, en su lugar mencionan que Hálfdan murió acribillado por múltiples lanzas. Los versos mencionan al águila como ave de carroña, y ello puedo influenciar a los escaldos a introducir el elemento ritual del "águila de sangre". Las sagas citan que Harald buscó venganza por la muerte de su hijo y lanzó una campaña militar contra Einarr, pero no pudo derrotarle. Harald accedió a finalizar la guerra a cambio de 60 marcos de oro como wergeld (compensación) y el alodio de las islas. Einarr ofreció pagar toda la compensación si los terratenientes del alodio le cedían las tierras, cosa que accedieron. El control de Einarr sobre las islas aparentemente están bien atestadas y los historiadores coinciden que fue el momento donde los jarls de las Orcadas tuvieron dominio absoluto sobre el grupo de islas aunque siempre bajo la corona de Noruega.

## Escaldo
Al margen de los cinco versos, no existen otros ejemplos de la poesía de Einarr que haya sobrevivido, aunque parece que corresponden a un trabajo mucho más extenso. Einarr debió ser un poeta con cierta fama, ya que su nombre aparece en el Háttatal, un compendio de poesía escáldica escrito en el siglo XIII, para referirse a cierto tipo de métrica: Torf-Einarsháttr.

## Legado
El largo gobierno de Einarr fue aparentemente ininterrumpido y murió en su cama por enfermedad, dejando tres hijos, Arnkel, Erlend y Thorfinn. Las sagas describen a Einarr como alto, feo y ciego de un ojo, pero afiladamente astuto. Al margen de su aparente discapacidad y su baja cuna (hijo de esclava), Einarr impuso una dinastía que perduraría en las Orcadas hasta 1470.
Las sagas le apodan incorrectamente "Turf-Einar" porque introdujo la práctica de quema de matojos y turba en las islas a falta de madera, que era muy escasa. Se desconoce la verdadera razón de su apodo.